# Orthocentrus anomalus
Orthocentrus anomalus är en stekelart som beskrevs av Johann Ludwig Christian Gravenhorst 1829. Orthocentrus anomalus ingår i släktet Orthocentrus och familjen brokparasitsteklar. Inga underarter finns listade i Catalogue of Life.